# Воронов, Александр Егорович
Александр Егорович Воронов (псевдоним Дусер; 24 февраля 1965, Ленинград, СССР) — российский музыкант, сооснователь и бывший ударник группы Tequilajazzz.

## Биография
Родился 24 февраля 1965 года в Ленинграде.
С 1982-го по 1988-й учился в Санкт-Петербургской медицинской академии, закончил джазовое училище. Первый музыкальный коллектив, в котором принимал участие, назывался «Летний сад». Затем играл в группах «Комиссары Австралии» (во время работы в этом коллективе появился псевдоним «Дусер»), «Ноль», «Пупсы» и «Объект насмешек».
В 1992-м году после гастролей в Германии группа «Пупсы» прекратила существование, и Александр Воронов вместе с гитаристом Константином Федоровым и бас-гитаристом Евгением Фёдоровым основали группу «Tequilajazzz». Параллельно Александр Воронов и Евгений Федоров играли в группе «Honey Sacrifice» («Дельфины» впоследствии), но вскоре сконцентрировались только на работе в «Текиле».
Работал диджеем на радиостанции «Катюша». После успешного выступления группы Tequilajazzz в 1996 году на фестивале «Учитесь Плавать» появилась сплетня о том, что гитарист Rage Against the Machine Том Морелло пытался переманить Дусера к себе.
В июле 2010 года, после семнадцати лет существования (за это время было записано семь альбомов), группа «Tequilajazzz» распалась. Александр Воронов вместе с Константином Фёдоровым основали группу «KOD», где ведущую роль взял на себя последний, но проект не был успешным, и вскоре Дусер уже принимал участие в творчестве других музыкальных коллективов.
6 октября 2012 года в клубе «Зал ожидания» состоялось воссоединение основателей «Текилы» Евгения Фёдорова и Дусера.
7 февраля 2012 года совместно с Олегом Трубиным (бас-гитара) создал группу Trekinorda, которая преобразовалась в скором времени в трио, третьим участником которой стал Эрнест Шеремет (клавишные). Через год группа выпустила свой дебютный альбом «Летим этим летом».
Осенью 2022 года снова покинул Tequilajazz, поддержав военное вторжение в Украину.

## Творчество

### Дискография
В составе группы Tequilajazzz:
- 1994 - Стреляли?..
- 1995 - Абориген
- 1997 - Вирус
- 1998 - Целлулоид
- 1999 - 150 миллиардов шагов
- 2002 - Выше осени
- 2007 - Berlin (сингл)
- 2009 - Журнал живого
- 2018 - НЕБЫЛО
- 2021 - Камни

Совместно с группой SKAFANDR:
- 2012 - GLAZ

### Фильмография
- 1999 — «Железная пята олигархии» — собрат по оружию